# Trøndelag Teater
Trøndelag Teater er et teater på Prinsens gate i Midtbyen af Trondheim, Norge. Teatret er ledet af Kristian Seltun, der overtog efter Otto Homlung i 2010.

## Historie
I 1937 åbnede Henry Gleditsch et fast teater i Trondheim, Trøndelag Teater. Åbningsforestillingen Kvinnene på Niskavuori af Hella Wuolijoki med regi af Henry Gleditsch havde premiere 14. oktober.
Økonomien var stram, så forskellige metoder blev taget i brug for at få driften til køre rundt. For at få flest mulige indtægter pr. forestilling, blev der solgt billetter for ståpladser.
Under 2. verdenskrig havde teatret hårde tider. Gleditsch blef henrettet af nazisterne, og de overtog kontrollen af teatret. Publikum boykottede forestillingerne, men der blev indført tvangssalg af billetter. 19. oktober 1944 gik tæppet ned for sidste gang under krigen efter fortsat dalende besøgstal.
Driften kom imidlertid i gang igen efter krigen. Victor Huseby blev ny teaterchef i 1951 og havde stillingen 15 år frem. Han gik meget op i økonomien i teatret, og alle forestillinger blev opsat på den billigst mulige måde. Der gik sjældent en aften uden at der foregik en eller anden form for underholdning på scenen. Huseby indførte en tradition på teateret; hvert forår blev der opført en musical eller operette, som ofte fik strålende anmeldelser i pressen.
I 1966 overtog den unge og ukendte Erik Pierstorff ledelsen af teatret. Hans kendemærke var at han næsten daglig sørgede for medieomtale om teatret i aviserne. Indføringen af nye arbejdsformer og nye unge kræfter var nogle af de ændringer han foretog.

## Scener
Den originale teaterbygningen er fra 1816.
Siden 1997 er den gamle scenen indlemmet i det nye teaterhus som blev indviet af Dronning Sonja.
Teatret består i dag af fem faste scener:
- Hovedscenen (524 pl.)
- Gamle Scene (320 pl.)
- Studioscenen (150 pl.)
- Teaterkælderen (60 pl.)
- Theatercafeen (100 pl.)

Trøndelag Teater er Nordeuropas eneste teater som fremdeles har en skråscene.

## Teaterchefer
- 1937-42 Henry C. W. Gleditsch
- 1942 Karl Bergmann
- 1942-45 Johan Barclay-Nitter
- 1945-48 Georg Løkkeberg
- 1948-50 Alfred Maurstad
- 1950-51 Nils Reinhardt Christensen
- 1951-55 Victor Huseby
- 1966-1969 Erik Pierstorff
- 1969-73 Arne Aas
- 1973-79 Kjell Stormoen
- 1979-84 Ola B. Johannessen
- 1984-1989 Otto Homlung
- 1989-92 Helle Ottesen
- 1992-97 Terje Mærli
- 1997-2000 Ola B. Johannessen
- 2000-2005 Catrine Telle
- 2005-2010 Otto Homlung
- 2010–nu Kristian Seltun

## Tal
I 2003 havde teatret 75 mio. NOK i indtægter. Af dette kom 60 mio. som tilskud fra ejerne, staten, kommunen og fylket, og 15 mio. var egne indtægter.

### Tilskuertal
De 8 best besøgte forestillingene fra 1937 – 2006 er:
- Les Misérables, premiere 2. desember 2005, spillet frem til 14. oktober 2006, set af 65.636
- Purpur og gull, premiere 29. januar 2004, set af 49.668
- Bør Børson jr, premiere 14. mars 1998, set af 44.647
- Jesus Christ Superstar, premiere 15. januar 2000, set af 40.143
- Bønder i Solnedgang, premiere 21. september 2000, set af 39.934
- Store Lille Otto, premiere 6.september 1982, set af 38 056
- West Side Story, Premiere 5. september 1997, set af 37 841
- Peer Gynt, premiere 5. maj 1957, set af 35.624

### Ansatte
Teatret har en stab på ca. 30 skuespillere. Omtrent 20 af disse er fastansatte, mens resten er løst tilknyttet. Derudover har teatret lidt over 90 ansatte i form af administrationspersonale, scenefolk, sufflører, lyd og lyssætning.